# Tinus Osendarp
Martinus Bernardus "Tinus" Osendarp, född 21 maj 1916 i Delft, död 20 juni 2002 i Heerlen, var en holländsk friidrottare.
Osendarp blev olympisk bronsmedaljör på 100 och 200 meter vid sommarspelen 1936 i Berlin.